# Kala Nera
Kala Nera (Grieks: Καλά Νερά wat "goede wateren" betekent) is een dorp in Magnesia, Thessalië, Griekenland. Het dorp ligt in de gemeente Notio Pilio.  Het is gelegen in het westelijke deel van het bergachtige schiereiland Pilion, aan de Pagasetische Golf. Het ligt 3 km ten zuidwesten van Milies, 5 km ten zuidoosten van Agios Georgios Nileias en 17 km ten zuidoosten van Volos. In 2011 had het dorp 594 inwoners. 

## Inwoners
| Jaar | Inwoners |
| ---- | -------- |
| 1981 | 550      |
| 1991 | 485      |
| 2001 | 723      |
| 2011 | 594      |